# صدیقه پهلوی
صدیقه پهلوی (۲ مرداد ۱۲۹۵ – ۲۲ دی ۱۳۶۸) فرزندِ دوم رضاشاه از دومین همسر او، زهرا سوادکوهی بود.

## زندگی‌نامه
رضاخان در سال‌های ۱۲۹۱ تا ۱۲۹۴ در همدان خدمت می‌کرد. او در ۱۷ فروردین ۱۲۹۴ دختری از خویشان به نام زهرا (با نام دوشیزگی گلزار)، فرزند کربلایی احمدخان سوادکوهی و فاطمه سادات سوادکوهی، را از روستای زیرآب سوادکوه به عنوان دومین همسر پس از مریم سوادکوهی به عقد دائم خویش درآورد و با خود به همدان برد و در دوم مرداد سال ۱۲۹۵ دختری بنام صدیقه از ایشان دیده به جهان گشود. اما از آنجا که زهرا به بیماری سل مبتلا بود صدیقه را برای شیر خوردن به دایه‌ای به نام مریم سپردند و او اوایل سال ۱۲۹۶ مادر را از دست داد. در وصیت نامه‌ای که از زهرا بجای مانده او مصرانه از رضاخان می‌خواهد که با توجه به احتمال فوت خویش و بی‌خبری همسر سوم رضاخان یعنی تاج‌الملوک آیرملو از این ازدواج، هویت صدیقه را مخفی نگه داشته، تکفل او را به دایه و همسرش در همان همدان بسپارد. رضاخان پیش از بازگشت به تهران حسب وصیت زهرا کفالت صدیقه را به برادرخوانده‌اش علی‌اکبر کدویی و مریم سپرد و تا پایان دوران سلطنت تحت عنوان رضاشاه ضمن ارسال کمک مالی، همواره با پیک و نامه از احوال دخترش خبردار می‌شد. علی‌اکبر و مریم با توجه به سابقه فوت دو دخترشان در شیرخوارگی، شناسنامه صدیقه را در آذر ماه ۱۳۰۴ به عنوان فرزند خویش و با نام صدیقه کدویی گرفتند و هویت واقعی‌اش را تا جوانی از وی پنهان داشتند.
صدیقه در سال ۱۳۱۶ با علی خوشخو فرزند حاج تراب ازدواج کرد و چند سال بعد از طریق پدرخوانده‌اش از هویت پدر واقعی خویش آگاه شد. او در سال ۱۳۳۸ و پس از دستیابی به اسناد هویتی خویش نزد مادر علی‌اکبر، به همراه همسر و دو فرزندش راهی تهران شد تا در صدد اعاده هویت واقعی خود برآید. اما دربار ظاهراً به دلیل بیسوادی او و مصدقی بودن شوهرش حاضر به پذیرش وی به عنوان فرزند رضاشاه نشد و قریب ۱۹ سال تلاش وی در دادگستری شاهنشاهی برای اثبات هویتش با نام پدر یا مادر حقیقی هم ناکام ماند. پس از انقلاب، صدیقه در این خصوص مجدداً در دادگستری طرح دعوی نمود و به پشتوانه اسناد موثق از جمله عقدنامه و وصیت‌نامه مادرش نهایتاً در ۱۳۵۹ موفق به اثبات نسب واقعی خویش شد و شناسنامه با نام خانوادگی پهلوی دریافت کرد.

صدیقه پهلوی در روز ۲۲ دی ۱۳۶۸ در سن ۷۳ سالگی در شمیران درگذشت و در قطعه ۱۱۲ ردیف ۶۲ شماره۳۰ بهشت زهرا به خاک سپرده شد. 
از او یک دختر به نام طاهره (هما؛ زاده ۱۳۲۳) و یک پسر به نام غلامرضا (زاده ۱۳۲۸) به یادگار مانده است.

## نگارخانه

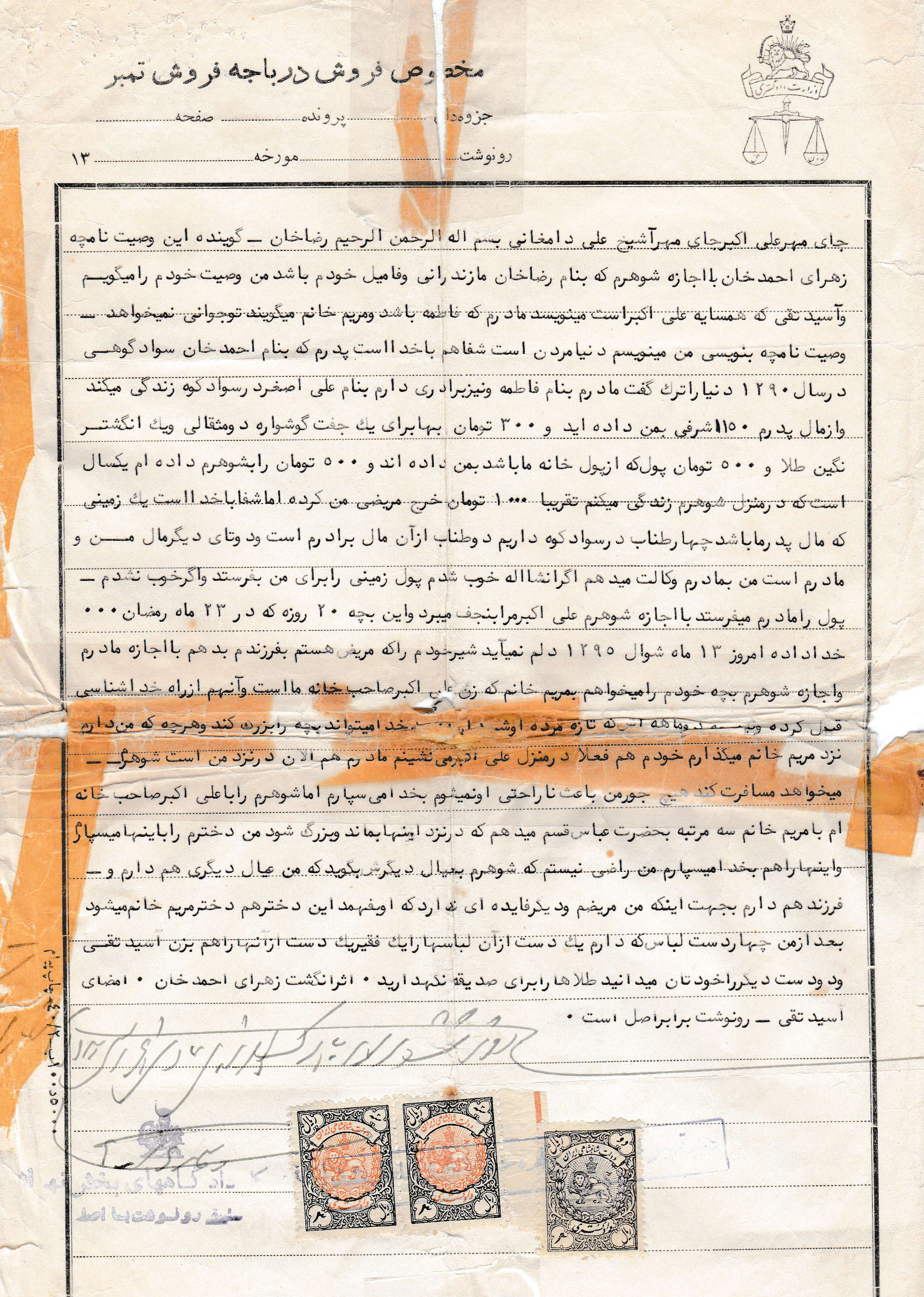
وصیت‌نامه زهرا سوادکوهی مادر صدیقه
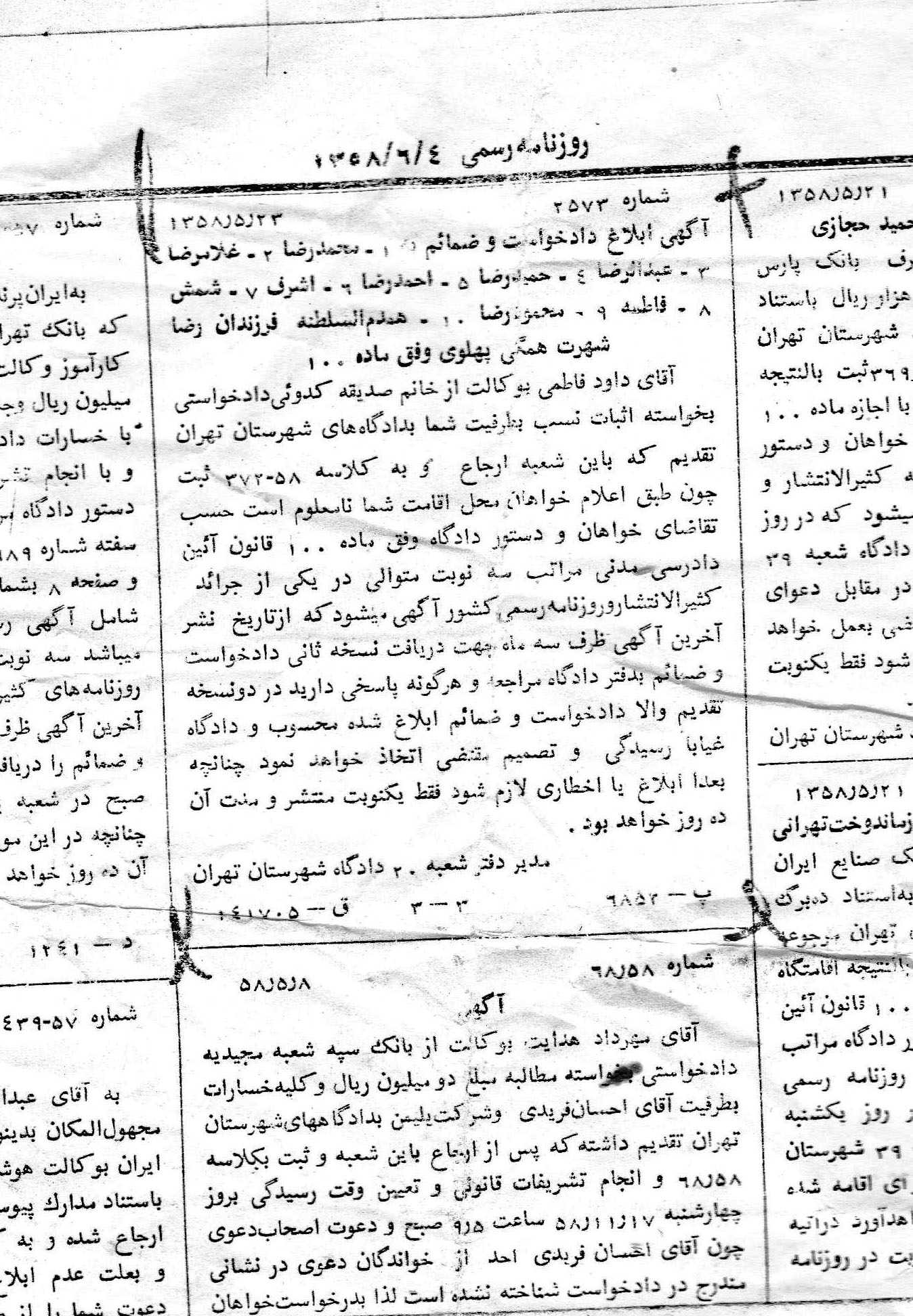
آگهی روزنامه رسمی در خصوص اثبات نسب صدیقه
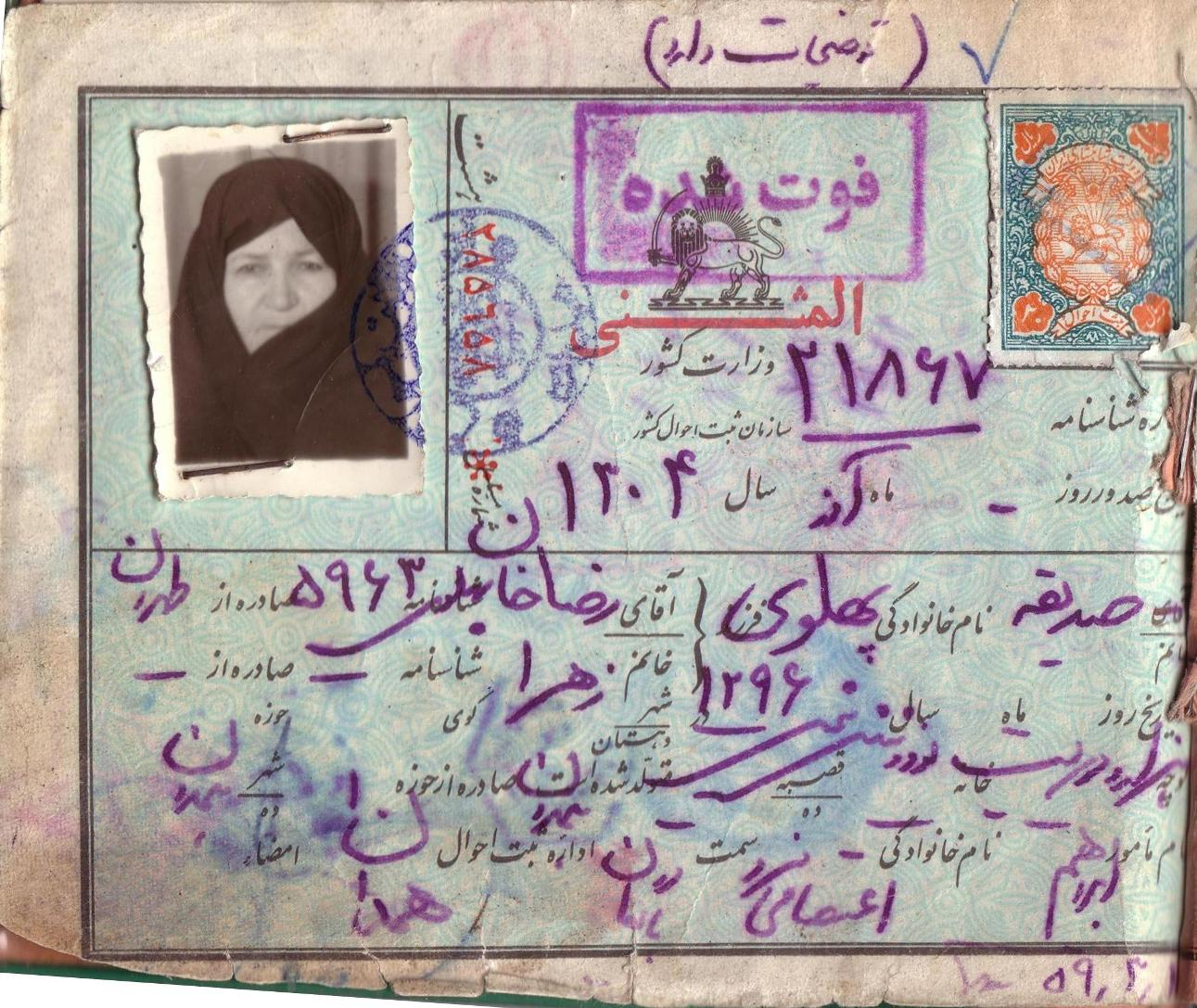
تصویر شناسنامه صدیقه پهلوی
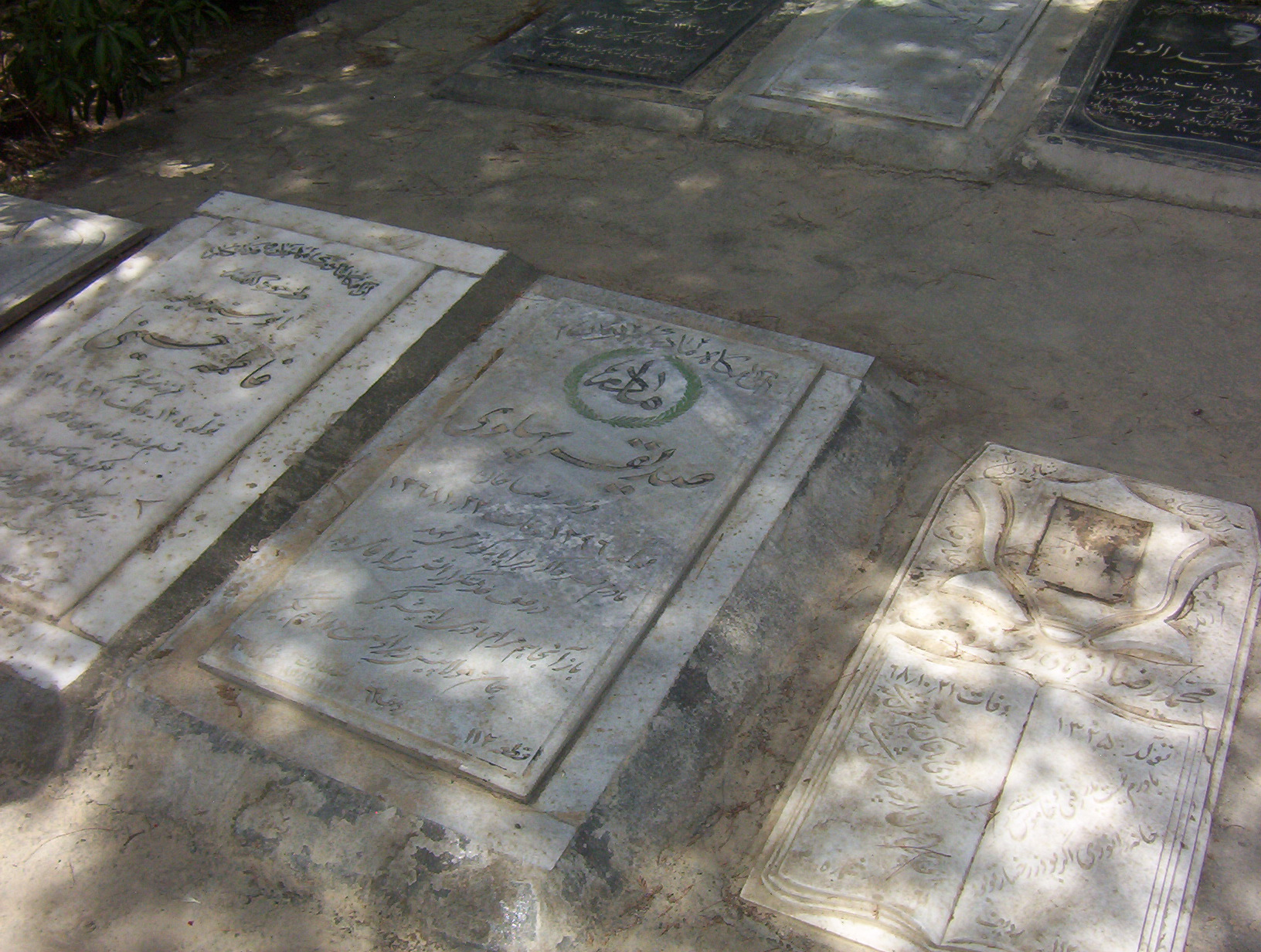
مزار صدیقه پهلوی در بهشت زهرا تهران